# Luis Silva (football, 1988)
Pour le footballeur portugais né en 1999, voir Luís Silva (football, 1999).
Pour les articles homonymes, voir Silva.
Luis Silva est un joueur américain et mexicain de soccer né le 10 décembre 1988 à Los Angeles. Il joue au poste de milieu de terrain.

## Biographie
Luis Silva est repêché par le Toronto FC en 4e position lors de la MLS SuperDraft 2012.
Le 9 juillet 2013, il est transféré au D.C. United en échange d'une allocation monétaire.

## Palmarès
- Toronto FC
  - Vainqueur du Championnat canadien en 2012
- D.C. United
  - Vainqueur de la Lamar Hunt US Open Cup en 2013
- Sounders de Seattle
  - Vainqueur de la Coupe MLS en 2019